# Зорянська сільська рада (П'ятихатський район)
| Зорянська сільська рада — колишній орган місцевого самоврядування у П'ятихатському районі Дніпропетровської області з адміністративним центром у с-ще Зоря. Сільській раді були підпорядковані населені пункти: - с-ще Зоря - с-ще Авангард - с. Зелений Луг - с. Касинівка - с. Осикувате - с. Петрівка |

## Склад ради
Рада складалася з 16 депутатів та голови.

## Керівний склад сільської ради
| ПІБ                             | Основні відомості                                                                | Дата обрання | Дата звільнення |
| ------------------------------- | -------------------------------------------------------------------------------- | ------------ | --------------- |
| Карвацький Анатолій Казимирович | Сільський голова, 1968 року народження, освіта, безпартійний                     | 26.03.2006   | 31.10.2010      |
| Карвацький Анатолій Казимирович | Сільський голова, 1968 року народження, освіта середня спеціальна, позапартійний | 31.10.2010   |                 |

Примітка: таблиця складена за даними джерела